# Chimane (langue)
Cet article concerne la langue chimane. Pour le peuple chimane, voir Chimane.
Le chimane (en espagnol Chimán, Chimane'  ou Tsimane'  ) est une langue amérindienne, de la famille des langues mosetenanes, parlée en Bolivie par les Chimane. Elle est reconnue comme langue officielle dans la constitution bolivienne de 2009.

## Écriture
Le chimane est écrit depuis le début des années 1980 avec une orthographe basée sur le système espagnol et conçue par Wayne Gill. Les sons chimane n'existant pas en espagnol sont représentés à l’aide de diacritiques : ‹ ṕ, ć, q́u, tś, ćh, mʼ, nʼ, ä ›. Beaucoup de publications chimanes utilisent cette orthographe et elle a été largement enseignée depuis dans les écoles chimanes.
En 1996, Colette Grinevald conçoit une autre orthographe pour le mosetene et le chimane. Cette orthographe utilise les diacritiques présents sur les claviers espagnols et plusieurs digrammes ou trigrammes : ‹ ph khdh ch chh tsh dh ›. Elle a été adoptée par les Mosetenes.
La loi 3603 du 17 janvier 2007, reconnait comme patrimoine culturel et intangible la langue tsimane (chimane-mosetene) avec son alphabet unique propre et décrète que toute œuvre scientifique, littéraire, pédagogique et en général tout usage écrit de la langue du peuple chimane-mosetene doit utiliser cet alphabet unique, sans spécifier de quel alphabet unique il s’agit.

## Les couleurs dans la langue chimane
La langue des Chimanes dispose de moins de mots pour décrire les couleurs que l'anglais, l'espagnol et selon une étude publiée en 2017 les Tsimanes ont plus de mal à définir chaque couleur, sauf pour le noir, le blanc et le rouge (des résultats similaires ont été trouvés en 2015 chez des chasseurs-cueilleurs Hadza en Afrique). Les mots « noir » et « blanc » ont tendance à dériver des mots « sombres » et « légers » et le « rouge » semble presque universellement associé au sang. Les Chimanes décrivent plus facilement les couleurs « chaudes » (jaunes et orangés par exemple) que les couleurs dites froides comme le bleu et le vert ceci est également vrai en anglais et en espagnol, et semble être une caractéristique fréquente dans les cultures humaines. Une hypothèse est que les objets importants comme les aliments ou les vêtements sont plus souvent de couleur chaudes. selon l'auteur de l'étude (Gibson)  " Nous voyons les mêmes couleurs que les chasseurs-cueilleurs mais ils n'ont pas besoin d'étiqueter ces couleurs ". Ce travail montre que la capacité à décrire les couleurs est peut-être plus enracinée dans la culture que dans notre biologie et la façon dont nous voyons réellement le monde.